# Tysnes
Tysnes es un municipio del condado de Hordaland, Noruega. Se localiza en el distrito tradicional de Sunnhordland y tiene una población de 2782 habitantes. Su centro administrativo es la villa de Uggdal.
La parroquia def Tysnæs se estableció como un municipio el 1 de enero de 1838. El municipio consiste en un grupo de Islas localizadas al sur de Bergen donde el Fiordo de Hardanger y el archipiélago costero se unen. A la más grande de estas islas, llamada Tysnesøy o simplemente Tysnes, se puede arribar desde el continente a través del ferry en la ciudad de Våge en el norte de la isla o a través del puente construido en el lado oriental de la isla.

## Información general

### El nombre
El municipio —originalmente una parroquia— se nombró por la granja Tysnes (en Nórdico antiguo, Týsnes), ya que se construyó la primera iglesia ahí. El primer elemento es el caso genitivo del nombre del dios Tyr y el último elemento es nes que quiere decir «cabo».
Este es probablemente el único lugar en Noruega nombrado por el dios Tyr. Es interesante notar que varios lugares alrededor de la granja también tienen significados sagrados: Ve («lugar bendito»), Helgastein («roca bendita»), Godøy («la isla del dios»), y Vevatnet («el lago bendito»). El nombre antiguo de la gran isla de Tysnesøy era Njarðarlǫg («el distrito del dios Njord»). Recientemente se descubrió un fenómeno solar conectado al cabo original de Tysnes y este parece ser el punto de inicio del complejo de nombres sacros.

### Escudo de armas
El escudo de armas es de tiempos modernos. Fue otorgado el 28 de octubre de 1971. Las armas se derivan del sello del gremio medieval de Onarheim. Onarheim es una ciudad en la isla de Tysnes y en la época vikinga fue un centro de poder en Sunnhordland, ahora parte del municipio de Tysnes. El escudo tiene dos hachas de plata sobre un campo azur. El chevrón fue añadido al escudo municipal para distinguirlo de los escudos medievales.